# زبدة مذوبة
الزبدة المسحوبة (بالإنجليزية: Drawn butter)‏ هي زبدة مذابة،

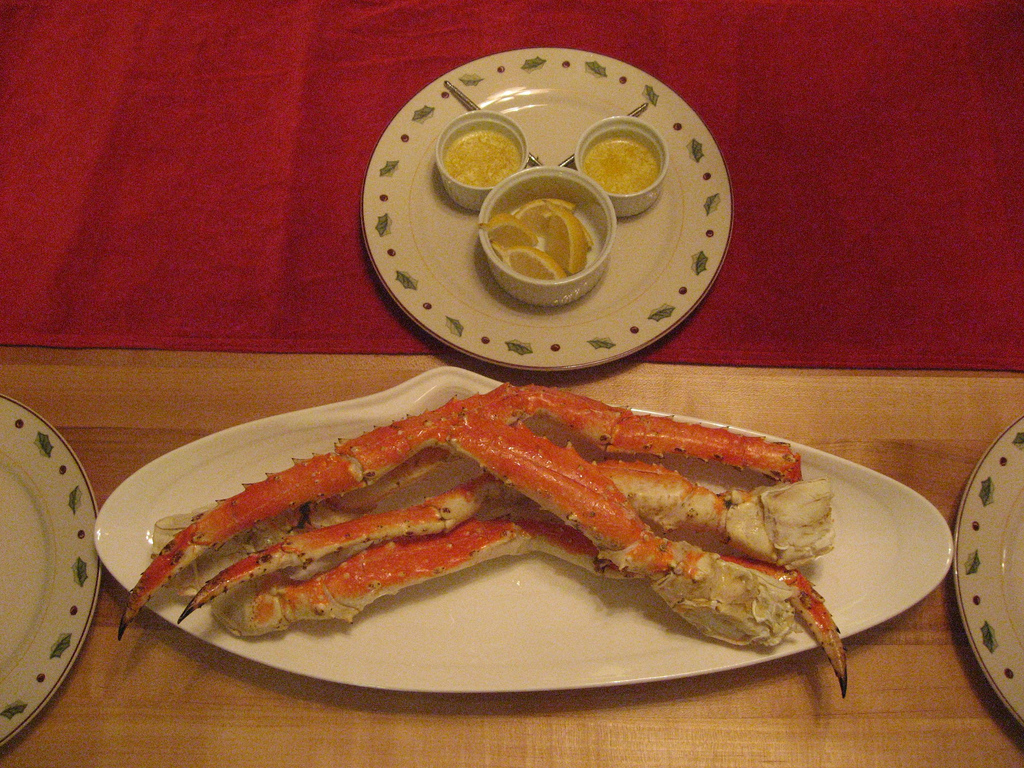
أرجل سلطعون مع طبق يتضمن زبدة مذوبة.

وعادةً ما يتم تقديمها كصلصة للمأكولات البحرية المبخرة. يقيد بعض الطهاة الاستخدام المحدد للزبدة المسحوبة، بينما يصر البعض الآخر على أنه يجب ألا يتم تصفيتها.
عند تقديمها مع المأكولات البحرية، غالبًا ما يضيف الناس عصير الليمون إليها.

## صلصات الزبدة المسحوبة
في القرن الثامن عشر، كان يتم إضافة كمية صغيرة من الدقيق والماء أو الحليب إلى الزبدة الذائبة بشكل شائع لتكثيفها ومنع فصلها. في وقت لاحق في القرن التاسع عشر، تم استخدام كميات متزايدة من الدقيق والماء.
يمكن ببساطة أن تحمل هذه الصلصات أسماء مثل "الزبدة الذائبة"، "الزبدة المسحوبة"، أو "صلصة الزبدة المذابة"، وتُضاف إليها نكهات مثل الخل والملح والفلفل والقبار والجرجير وغيرها. 